# Гайдос, Мелани
Мелани Гайдос (англ. Melanie Gaydos; род. 1990) — американская модель с заболеванием эктодермальная дисплазия.

## Биография
Родилась в 1990 году.
С самого рождения страдает от редкого генетического заболевания, которое существенно отражается на её облике. Эктодермальная дисплазия влияет сразу на волосы, зубы и ногти женщины. Как рассказывает Гайдос, у неё практически отсутствуют волосы на теле, у неё лишь три зуба, да и те молочные (все предыдущие молочные зубы выпали, новых не появилось).
В детстве Гайдос становилась объектом для насмешек и издевательств; удивленные взгляды окружающих давили на её психику. К 16 годам она дошла до глубокой депрессии, но Гайдос сумела научиться смотреть на мир иным образом, и её внешность не мешала девушке мечтать о карьере топ-модели. Она осуществила свою мечту. Её карьера модели начала развиваться после переезда в Нью-Йорк. Успеху способствовал сайт Craigslist, где Гайдос отыскала тех фотографов, которые, в свою очередь, искали моделей, чей облик отличается от стандартного. Она стала весьма популярной актрисой и моделью. Снялась и в клипе Mein Herz Brennt немецкой группы Rammstein. После этого как фотомодель работала с такими известными фотографами, как Кристиан Мартин Вайс (англ. Christian Martin Weiss) и Скотт Ирвин (англ. Scott Irvine).
Проживает в нью-йоркском районе Бруклин, ведёт обычный образ жизни и не комплексует из-за своей внешности.
Тем же заболеванием, что и Мелани Гайдос, страдает американский актёр Майкл Берриман.

## Фильмография
| Год  | Название                 | Ориг. название          | Роль           |
| ---- | ------------------------ | ----------------------- | -------------- |
| 2018 | Астрал 4: Последний ключ | Insidious: The Last Key | тёмный ангел   |
| 2018 | Все боги небесные        | Tous les dieux du ciel  | Эстель Дормель |
| 2022 | Эра выживания            | Vesper                  | джаг, синтет   |